# Elecciones generales de Guatemala de 1970
El domingo 1 de marzo de 1970 hubo elecciones generales en Guatemala para elegir al nuevo presidente y vicepresidente de la república, así como a 51 diputados del Congreso.

## Elecciones presidenciales
En las elecciones presidenciales del 1 de marzo de 1970 ninguno de los candidatos ganó más del 50% de los votos. Por consiguiente se realizó una votación en el Congreso de Guatemala, en la que fue elegido el coronel Carlos Manuel Arana Osorio como presidente de la República de Guatemala. 
Resultados elecciones presidenciales del 1 de marzo de 1970
| Candidato                       | Partido               | Voto público | Voto público | Voto Congreso | Voto Congreso |
| Candidato                       | Partido               | Votos        | %            | Votos         | %             |
| ------------------------------- | --------------------- | ------------ | ------------ | ------------- | ------------- |
| Cor. Carlos Manuel Arana Osorio | MLN-PID               | 251.135      | 43,35        |               |               |
| Mario Fuentes Pieruccini        | PR                    | 202.241      | 34,91        |               |               |
| Mayor Jorge Lucas Caballeros    | DCG                   | 125.948      | 21,74        |               |               |
| Votos inválidos/nulos           | Votos inválidos/nulos | 61.360       | -            |               |               |
| Total                           | Total                 | 640.684      | 100          |               |               |
| Fuente: Nohlen                  |                       |              |              |               |               |

## Elecciones legislativas
Resultados elecciones legislativas del 1 de marzo de 1970
| Partido               | Votos   | %     | Escaños | +/- |
| --------------------- | ------- | ----- | ------- | --- |
| MLN-PID               | 231.528 | 41,71 | 32      | +5  |
| PR                    | 201.119 | 36,24 | 15      | -10 |
| DCG                   | 122.379 | 22,05 | 4       | -   |
| Votos inválidos/nulos | 78.953  | -     | -       | -   |
| Total                 | 633.979 | 53,26 | 51      | 0   |
| Fuente: Nohlen        |         |       |         |     |